# CF Diablos de Ensenada
El CF Diablos de Ensenada es un equipo de fútbol de México que juega en la Tercera División de México. Tiene como sede la ciudad de Ensenada Baja California. Actualmente Participa en la Tercera División de México, con el objetivo ascender a la Segunda División de México.
- Datos: Q16302601